# Amor Belhedi
 (juillet 2015).
Amor Belhedi, né en 1950 à Souk Lahad dans le gouvernorat de Kébili, est un géographe et universitaire tunisien.

## Formation
Après sa maîtrise en géographie, son certificat d'aptitude à la recherche porte en 1974 sur le quartier sud de Tunis (Djebel Jelloud et Sidi Fathallah). Sa thèse de troisième cycle (1977), intitulée Le chemin de fer et l'espace en Tunisie, est publiée par la faculté des lettres et des sciences humaines de Tunis (FLSH). Sa thèse d'État, qui a pour titre Espace et société en Tunisie. Développement, aménagement, organisation de l'espace en Tunisie, est soutenue en 1989 et publiée en 1992 par la faculté (devenue faculté des sciences humaines et sociales) en trois volumes :
- Espace, société et développement en Tunisie ;
- L'organisation de l'espace en Tunisie ;
- L'aménagement de l'espace en Tunisie.

## Carrière
Il exerce d'abord les fonctions de géographe-urbaniste au district de Tunis entre 1975 et 1978, devenu par la suite l'Agence d'urbanisme du Grand Tunis. Il s'investit à partir de 1978 dans la recherche et l'enseignement supérieur : il intègre l'université de Tunis en 1978 comme assistant au département de géographie à la faculté des lettres et des sciences humaines, maître-assistant (1981), maître de conférences (1989) et professeur d'enseignement supérieur (1994-2015). Il a été membre du conseil scientifique de la faculté et de l'université de Tunis I, puis d celle de Tunis ; il a  notamment dirigé le département de géographie de la faculté entre 1999 et 2002 et a présidé la commission de l'habilitation, du doctorat et du DEA de géographie (1999-2002), présidé la commission du master « Espaces et territoires » (2011-2015) et a été le coordinateur de la commission sectorielle de géographie (2014-2015).
Depuis 2016, il est professeur émérite au département de géographie de la faculté des sciences humaines et sociales de l'université de Tunis et membre de l'Académie tunisienne des sciences, des lettres et des arts.
Il est, depuis 1980, membre du comité de rédaction de la Revue tunisienne de géographie, dont il devient rédacteur en chef (1991-1997) puis directeur (2000-2006 et 2010-2015), jusqu'à sa retraite le 30 septembre 2016.
Il participe à de nombreuses recherches relatives à l'aménagement et au développement avec de nombreuses institutions en Tunisie — le district de Tunis, l'Unicef, le Fonds des Nations unies pour la population, le commissariat général au développement régional et à l'aménagement du territoire, le Centre d'études et de recherches économiques et sociales (CERES), l'Institut tunisien des études stratégiques, le ministère du Développement et de la Coopération internationale et l'Institut national de la statistique — mais aussi à l'étranger avec le PNUD en Guinée et à Madagascar.

## Publications
Il a publié des articles dans de nombreuses revues en Tunisie et à l'étranger :
- Revue tunisienne de géographie
- Cahiers du CERES
- Revue tunisienne de sciences sociales
- Géographie & développement
- L'Espace géographique
- Cybergeo
- Cahiers du GREMAMO
- Le Mensuel
- Revue tunisienne de l'équipement
- Études méditerranéennes
- Revue de géographie du Maroc
- Méditerranée
- Cahiers de la Méditerranée
- Les Cahiers d'URBAMA
- Architecture, art, aménagement
- Échos du CEFAD

Il a fait partie des comités de lecture et d'évaluation de plusieurs revues comme :
- Revue tunisienne de géographie (membre du comité de lecture, rédacteur en chef et directeur)
- Revue tunisienne de sciences sociales
- Géographie & développement
- Recherches géographiques
- Cahiers du CERES
- L'Espace politique
- Revue d'économie régionale et urbaine
- Vertigo
- Géocarrefour
- Insanyat
- Revue des sciences humaines et sociales (Sultan Qaboos University)
- L'Espace géographique
- Cybergeo
- Revue de géographie de Montréal
- Géographie & développement du Maroc (Geodev.ma)

## Ouvrages
- Le chemin de fer et l'espace en Tunisie, Faculté des lettres et des sciences humaines, 1980 ;
- Espace, société et développement en Tunisie, Faculté des sciences humaines et sociales de Tunis, 1992 ;
- L'organisation de l'espace en Tunisie, Faculté des sciences humaines et sociales de Tunis, 1992 ;
- L'aménagement de l'espace en Tunisie, Faculté des sciences humaines et sociales de Tunis, 1992 ;
- Développement régional, rural, local, Centre d'études et de recherches économiques et sociales, 1996 ;
- Repères pour l'étude de l'espace, Centre d'études et de recherches économiques et sociales, 1998 ;
- Statistique et analyse des données, Centre de publication universitaire, 2010 ;
- Modèles de localisation des activités économiques et de l'interaction spatiale, Centre de publication universitaire, 2012 ;
- La fracture territoriale. Dimension spatiale de la révolution tunisienne, Wassiti, 2012 ;
- Réseaux et flux. Géographie du mouvement : analyse topo-fonctionnelle, Centre de publication universitaire, Tunis, 2014 ;
- Épistémologie de la géographie. Déchiffrer l'espace, Centre de Publication Universitaire, Tunis, 2017 ;
- Du lieu au territoire. Trajectoires, itinéraires et postures paradigmatiques de la géographie, Publications de la faculté des sciences humaines et sociales, Tunis, 2018.

Il a dirigé ou coordonné d'autres ouvrages : 
- L'espace. Concepts et approches, Faculté des sciences humaines et sociales de Tunis, 1993 ;
- Quelques aspects du développement régional et local en Tunisie, Centre d'études et de recherches économiques et sociales, 1998.

Il a également participé à plusieurs ouvrages collectifs dont :
- Tunis. Évolution et fonctionnement de l'espace urbain, (en collaboration avec Pierre Signoles, Jean-Marie Miossec et Habib Dlala), éd. Centre national de la recherche scientifique, Tunis, 1980 ;
- Dictionnaire de géographie, Publications de la faculté des sciences humaines et sociales/Beit El Hikma, Tunis/Carthage, 1996 (deuxième version) ;
- Population et développement en Tunisie. La métamorphose, (sous la direction de Jacques Vallin et Thérèse Locoh), éd. Cérès, Tunis, 2001 ;
- Tunisie 2040 : le renouvellement du projet moderniste tunisien, Centre Mohamed Ali de recherches, d'études et de formation, Tunis, 2012.

## Recherche
Il a dirigé plusieurs groupes de recherche à l'université de Tunis (Groupe de recherche et d'étude sur l'espace, Petites villes en Tunisie, Base économique des petites villes, Découpage spatiaux en Tunisie, Laboratoire d'analyse des dynamiques spatiales, Laboratoire dynamiques et planification spatiales, 1999-2002). Il a aussi collaboré au Centre de recherche sur l'urbanisation du monde arabe (URBAMA rattaché au CNRS et à l'université de Tours), au Groupe interuniversitaire de Montréal et au CERES.
Il est, entre 2002 et 2005, président du comité scientifique du 31e congrès de l'Union géographique internationale (UGI) qui se tient à Tunis en 2008. Il a aussi été le coordinateur national du Répertoire mondial des géographes initié par le Comité national français de géographie pour le compte de l'UGI.
Ses domaines d'études et de recherches en géographie concernent la Tunisie à travers l'organisation de l'espace, les structures et les dynamiques spatiales, l'aménagement et le développement du territoire et, de manière plus générale, l'analyse spatiale, la réflexion théorique et l'épistémologie, l'analyse des données et la méthodologie en géographie.